# Дандерхолл
Дандерхолл (англ. Danderhall) — первоначально деревня в области Мидлотиан, Шотландия, а ныне пригород Эдинбурга.
Дандерхолл был образован как шахтерский поселок. Отсюда люди ездили на работы в шахты Edmonstone на север, Sheriffhall на юг, Woolmet на восток и Monktonhall. Последний прекратил добычу в 1998 году.
В настоящее время в Дандерхолле около 1200 домов. Есть библиотека и начальная школа, две церкви, медицинское отделение и шахтерский клуб.